# Audi 100 C3
Audi 100 C3 — третє покоління автомобіля бізнес-класу Audi 100, що вироблялись компанією Audi з 1982 по 1991 рр.

## Опис

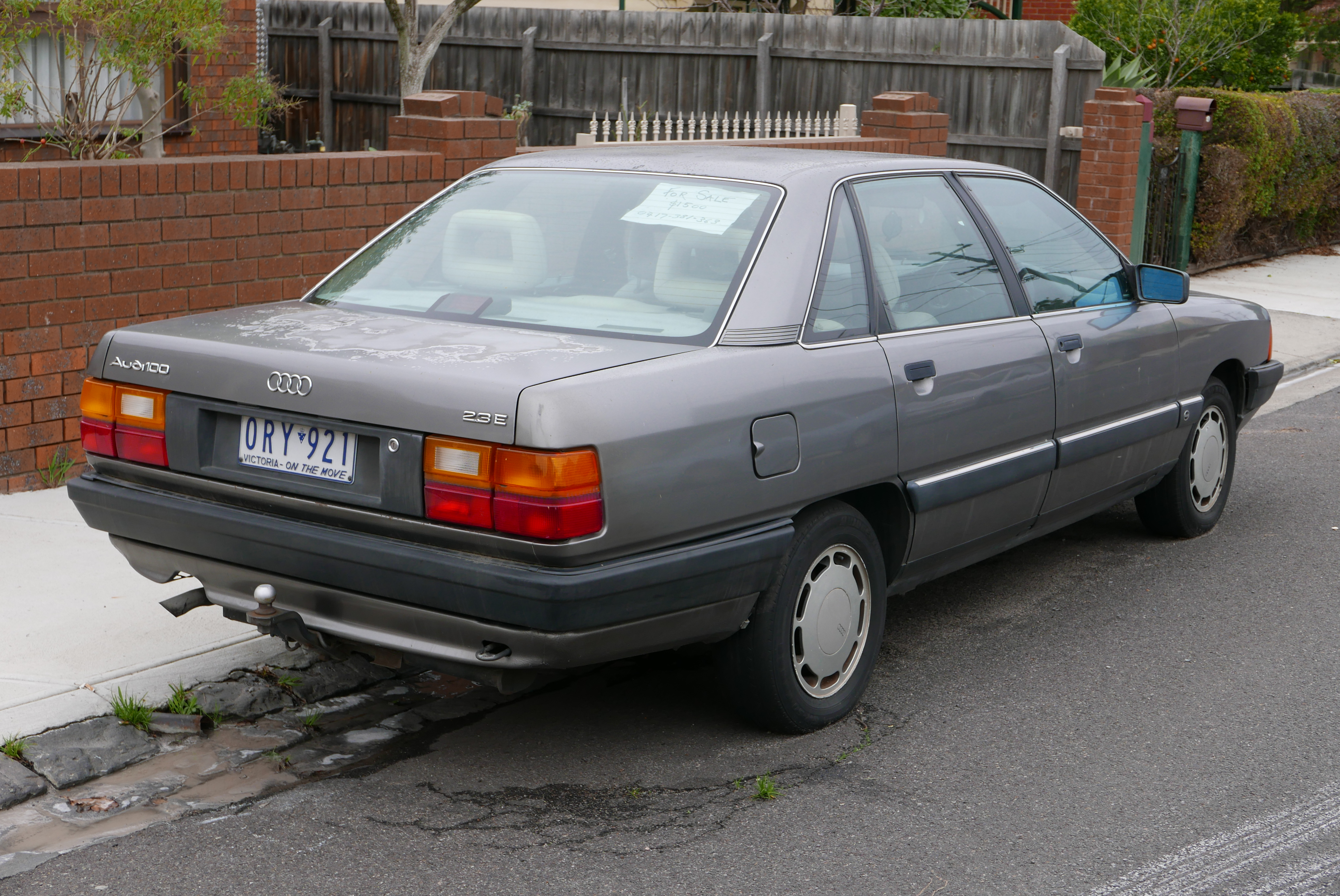
Audi 100 (Type 44)

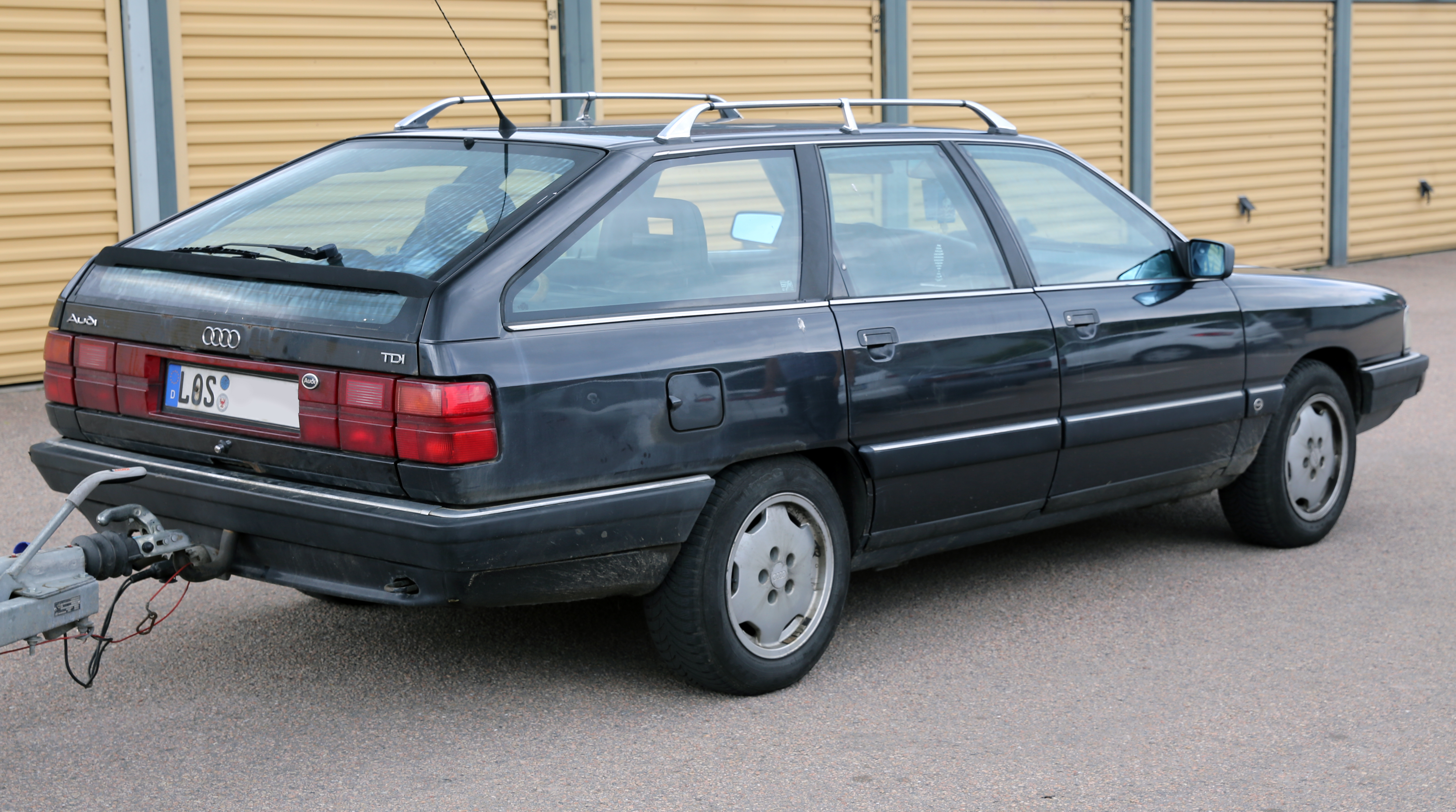
Audi 100 Avant

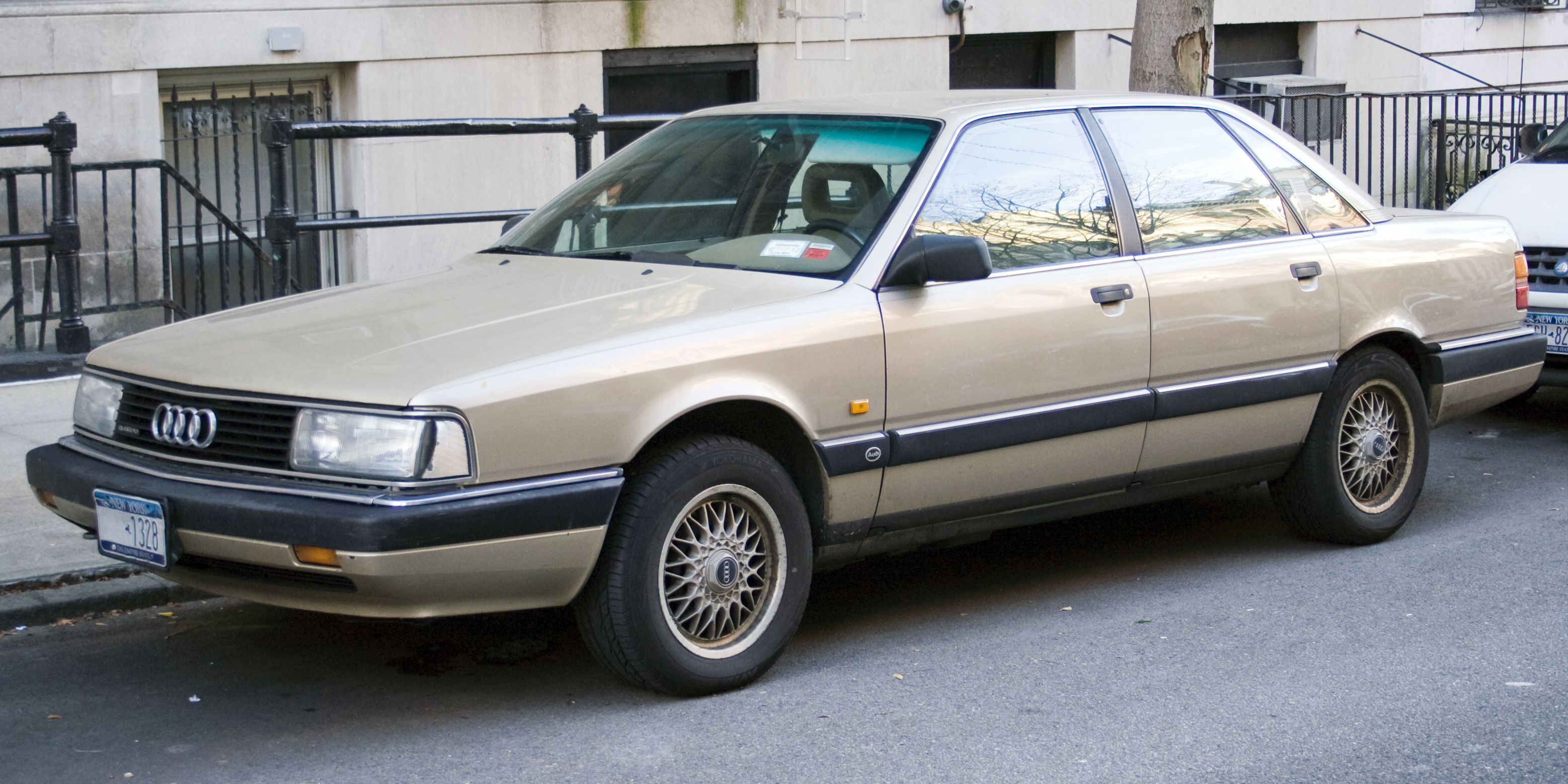
Audi 200 quattro 20V turbo

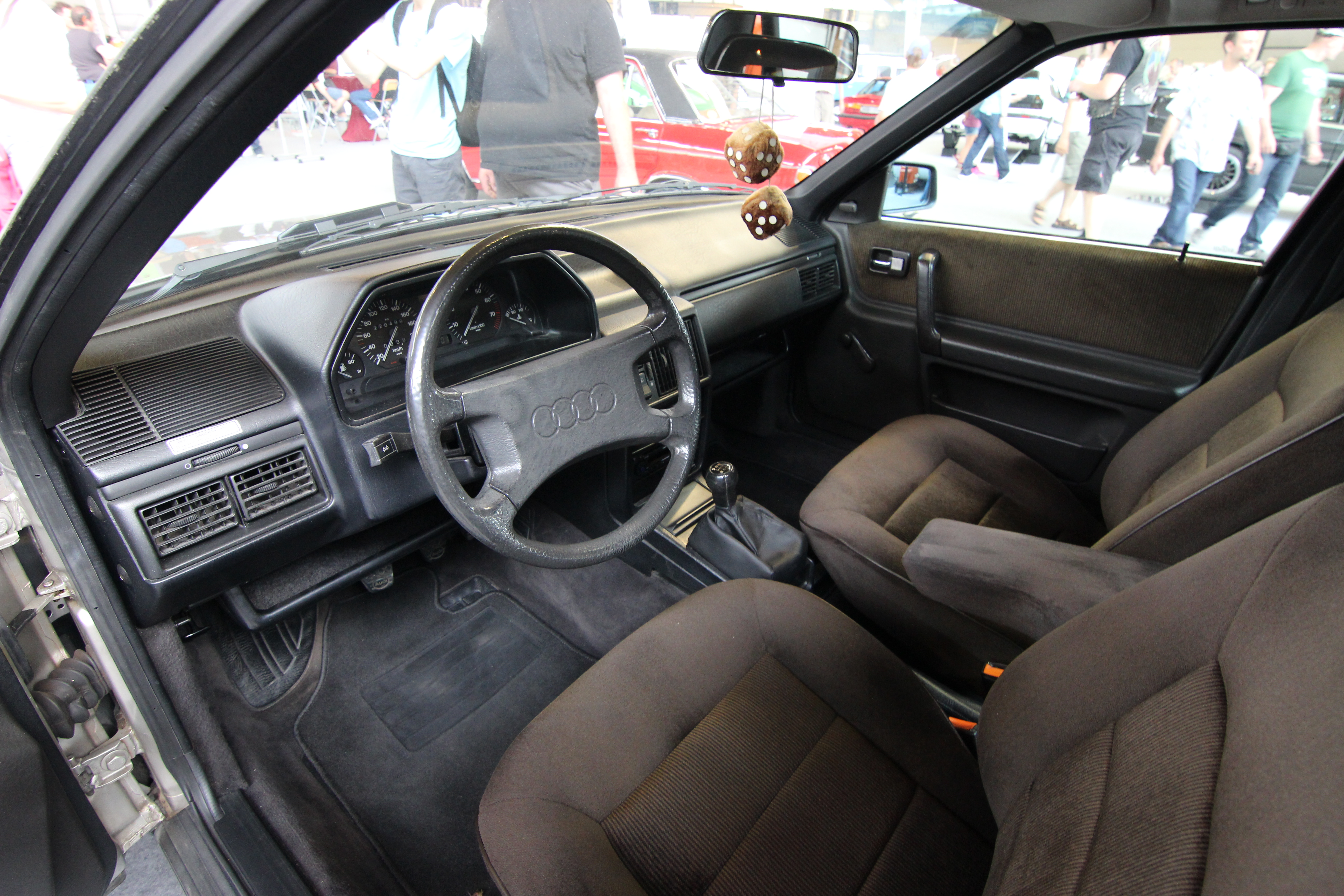

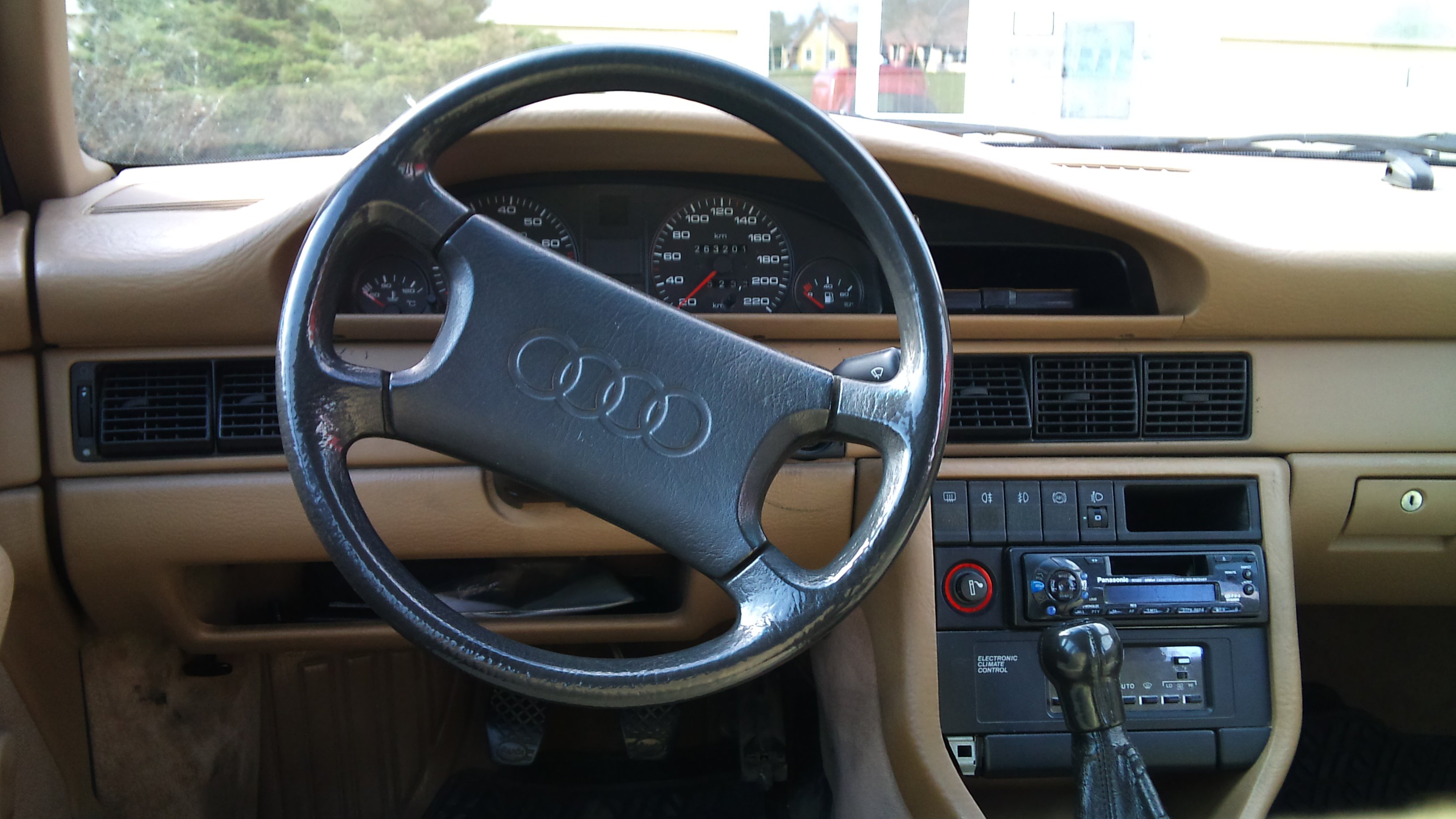

Перемігши з незначною перевагою Ford Sierra, у званні Автомобіль Року в Європі в 1983 році, Audi 1983 мав хорошу аеродинаміку, маючи коефіцієнт лобового опору 0,30 для базової моделі (цей рекорд був побитий в 1984 році з виходом Mercedes-Benz W124, який мав коефіцієнт лобового опору 0,28). Збільшена аеродинамічна ефективність у результаті привела до більшої економії палива, і покупці по усьому світу усвідомлювали це. Це стало маркетинговим інструментом для Audi в 1980-ті роки і видатним кроком уперед, у порівнянні з кутастими обрисами C2, поряд з технічними розв'язками це включалося в систему безпеки procon-ten.
Audi змогла прийти до сучасного округлого вигляду, уперше заміченого в цьому секторі в Citroën CX в 1975 році. Audi, у свою чергу, вплинула на Ford Taurus, американський седан 1986 року. Такий округлий вид став нормою в 1990-х роках. Також почалася тенденція використання ковпаків на колесах, розташованих на одному рівні із шиною, чорної смуги, що проходить поперек обох дверей, і чорний колір рам.
Audi C3 увела таке нововведення як втоплені вікна (flush windows), які є ключовою областю аеродинамічного опору, це нововведення було прийнято практично всіма виробниками.
Audi 100 також мала революційний турбо дизельний двигун (TDI) — один з перших, що мав пряме упорскування. Двигун був випущений на ринок в 1990 році, мав об'єм 2,5 л і потужність 120 к.с., при цьому мав низьку витрату палива і високий крутний момент (більш 200 Нм на низьких обертах двигуна.
Починаючи з листопада 1984 року стали доступні повнопривідні версії Audi 100 із системою quattro.
У вересні 1985 року Audi 100 отримала повністю оцинкований кузов. Крім того, уже в середині 1980-х років, компанія експериментувала з кузовами з алюмінієвого сплаву, на основі якого були виготовлені деякі прототипи Audi 100. проте, перехід до серійного виробництва відбувся тільки в Audi A8.
Зараз Audi 100 C3 дуже популярна на ринках старих автомобілів. Цей автомобіль вважається дуже надійним, а кузов, завдяки повному оцинкуванню, служить дуже довго. Двигуни C3 вважаються вкрай надійними, пробіг більш 300000 км є не такою вже великою рідкістю.

### Audi V8
Наприкінці 1980-х був анонсований Audi V8. Цей автомобіль, по суті, являв собою Audi 200 quattro із двигуном отриманим із двох 4-циліндрових двигунів Volkswagen Golf GTI зібраних разом. Хоча дизайн був такий же як і в Audi 200, на якій він і базувався, за винятком даху та дверей, панелі кузова не були роз'єднані. Audi V8 був доступний із двигуном об'ємом 3,6 або 4,2 л. Це була перша quattro модель, яка мала автоматичну 4-ступеневу коробку передач із в'язким зчепленням у центральному диференціалі в комбінації із заднім диференціалом Torsen. Версії quattro з механічною коробкою передач продовжували випускатися паралельно і мали традиційний задній диференціал і центральний диференціал Torsen.

## Двигуни
Audi 100:
- 1.8 л I-4, 75 к.с. (1982−1987)
- 1.8 л I-4, 90 к.с. (1983−1990)
- 1.9 л I-5, 100 к.с. (1982−1984)
- 2.0 л I-5, 115 к.с. (1984−1990)
- 2.1 л I-5, 136 к.с. (1982−1984)
- 2.2 л I-5, 138 к.с. (1984−1990)
- 2.2 л I-5, 115 к.с. (1984−1987)
- 2.3 л I-5, 136 к.с. (1986−1990)
- 2.2 л I-5 turbo, 165 к.с. (1986−1990)
- 2.0 л I-5 Diesel, 70 к.с. (1982−1989)
- 2.0 л I-5 Turbodiesel, 87 к.с. (1983−1988)
- 2.0 л I-5 Turbodiesel, 100 к.с. (1988−1989)
- 2.4 л I-5 Diesel, 82 к.с. (1989−1990)
- 2.5 л I-5 TDI, 120 к.с. (1990)

Audi 200:
- 2.1 л I-5, 136 к.с. (1983−1984)
- 2.2 л I-5, 138 к.с. (1984−1985)
- 2.2 л I-5 turbo, 165 к.с. (1985−1991)
- 2.1 л I-5 turbo, 182 к.с. (1983−1987)
- 2.2 л I-5 turbo, 200 к.с. (1988−1990); 190 к.с. для АКПП
- 2.2 л I-5 20v turbo, 220 к.с., для 200 Quattro 20V (1989−1991)

Audi 5000/100/200 Північна Америка:
- 2.1 л I-5, 100 к.с. (1984)
- 2.2 л I-5, 115 к.с. (1985)
- 2.2 л I-5, 110 к.с. (1986−1987½)
- 2.3 л I-5, 130 к.с. (1987½−1991)
- 2.1 л I-5 turbo, 140 к.с. (1984−1985)
- 2.2 л I-5 20v turbo, 158 к.с. (1986−1987½)
- 2.2 л I-5 20v turbo, 162 к.с. (1987½−1991)
- 2.2 л I-5 20v turbo, 220 к.с. (1991)

## Виробництво
| Виробництво |           |
| 100         | 852,243   |
| 100 Avant   | 122,852   |
| 200         | 97,195    |
| 200 Avant   | 6,153     |
| Всього      | 1,078,443 |